# Głobino
Głobino (kaszb. Gąbino, niem. Gumbin) – wieś w Polsce położona w województwie pomorskim, w powiecie słupskim, w gminie Redzikowo. Leży przy trasie drogi wojewódzkiej nr 210 Słupsk - Bytów, na granicy Równiny Sławieńskiej i Wysoczyzny Damnickiej. 
Głobino graniczy z Płaszewkiem na południowym zachodzie, z Kusowem na zachodzie, ze Stanięcinem na północnym wschodzie, Krzywaniem na południowym zachodzie oraz z miastem Słupskiem na północy. Kilometr na północny zachód od zabudowy wsi przepływa niewielka rzeka Glaźna, wpadająca do rzeki Słupi na wysokości Łosina w gm. Kobylnica. Obszar sołectwa Głobino wynosi około 691 ha. 
Połączenie ze Słupskiem umożliwiają autobus słupskiej komunikacji miejskiej (linia nr "3") oraz PKS w Słupsku S.A.
W latach 1954–1961 wieś należała i była siedzibą władz gromady Głobino, po jej zniesieniu w gromadzie Słupsk. W latach 1975–1998 miejscowość administracyjnie należała do województwa słupskiego.
Niedaleko od wsi znajduje się słowiańskie grodzisko z IX-X w.

## Nazwa
Nazwa o genezie słowiańskiej, wywodząca się od przezwiska Gęba z dodanym formantem dzierżawczym -ino w typowej dla Pomorza formie rodzaju nijakiego. Nazwa niemiecka jest adaptacją fonetyczną nazwy słowiańskiej. Współczesna forma Głobino, przyjęta w odróżnieniu od nazwy wsi Gąbino w gminie Ustka o tej samej etymologii, jest wynikiem błędnej resubstytucji nazwy niemieckiej przez Stanisława Kozierowskiego.
Rada Języka Kaszubskiego proponuje opartą na polskiej kaszubską formę Głobino.

## Historia

### Kalendarium
- XIII i XIV wiek – pierwsze wzmianki o miejscowości zwanej dawniej Gumbin[12].
- 1281 – nadanie norbertanom z Białoboków kościoła Świętego Piotra Apostoła przez księcia Mściwoja II wraz ze wszystkimi dziesięcinami i przynależnościami m.in. do wsi Głobino.
- 1396 – miejscowość stanowi własność majstra z Krzywania.
- 1450 – nabycie miejscowości przez Lütcke Massowa.
- 1476 i 1502 – majster Nicolaus zostaje właścicielem ziemskim miejscowości Głobino i Krzywań; był 29. burmistrzem Słupska.
- 1523 – miejscowość przechodzi w ręce majstra Laffrens.
- 1713 – majster Georg sprzedaje Głobino dla poczmistrza Krügera.
- 1717 – miejscowością zarządzają majster Hanß Jürgen oraz poczmistrz Joh. Andr. Krüger. Spis ludności z tamtego okresu obejmował:- dwóch rolników ziemskich: Peter i Erdmann Schultz, - czterech chałupników: Christoph Schultz, Greger Schultz, Claus Vandersee i Christian Glinde. Pozostałe osoby: Jakob Grothe, Friedrich Neitzke.
- 1783 – właścicielem Głobina jest porucznik Philipp Heinrich von Somnitz; we wsi był folwark, młyn wodny oraz 14 domostw.
- 1809 – Georg Friedrich von Pirch.
- 1838 – August von Massow.
- 1846 – Ludwig Gottfried Holtz; kupuje wieś za cenę 50.000 Talarów.
- 1862 – Christian Holtz (syn Gottfrieda), Gottfried Holtz (wnuk Gottfrieda).
- 1924 – Franz Guhlke.
- 1938 – Erich Guhlke – ostatni właściciel i zarządca Głobina przed II Wojną Światową, w którego skład wchodziło:

152 ha powierzchni całkowitej, w tym 110 ha gruntów ornych, 19 ha łąk, 18 ha lasu, 2,5 ha skwerów, dziedzińców, dróg, 53 gospodarstw, w tym 13 gospodarstw o powierzchni od 0,5 do 5 ha, 8 gospodarstw od 5 do 10 ha, 27 gospodarstw od 10 do 20 ha oraz 5 gospodarstw od 20 do 100 ha, gdzie największymi gospodarzami ziemskimi byli: Klix, Erben 24 ha; Villmo 23 ha (2 konie, 14 szt bydła i 30 świń); Meyhack, Erich 21 ha,
- 1939 – liczba mieszkańców: 423 osoby, jedna gospoda "Pod Lipą", sklep, poczta, szkoła, kowal, rzemieślnik, szewc.

## Infrastruktura
W Głobinie siedzibę ma Centrum Kultury i Biblioteka Publiczna Gminy Słupsk pełniące funkcję ośrodka kultury oraz ośrodek zdrowia prowadzony przez NZOZ Kobylnica oraz NZOZ Słupsk. W miejscowości funkcjonuje Szkoła Podstawowa im. Henryka Sienkiewicza wyposażona w halę sportową oraz boisko sportowe. 
Budowę pierwszego kościoła rozpoczęto w 1996 roku. Stojąca w centrum Głobina świątynia góruje nad miejscowością.
Miejscowość posiada również stację benzynową, dwa sklepy spożywcze oraz nowo wybudowaną ścieżkę rowerową łączącą Głobino z obwodnicą miasta Słupska. 

## Gospodarka
W Głobinie wydzielona została Gminna Strefa Ekonomiczna, na terenie której swoją działalność prowadzą m.in.: 
- MARKOS – firma zajmująca się produkcją konstrukcji z laminatu poliestrowo-szklanego, takich jak szalupy ratunkowe czy czasze do wiatraków;
- HaGe Polska – prowadząca działalność ukierunkowaną na handel nawozami, środkami ochrony roślin, sprzedaż olejów smarnych do maszyn rolniczych, produkcją i sprzedażą pasz, eksport roślin oleistych i strączkowych, import komponentów paszowych;
- INTERFRYS – firma zajmująca się przetwarzaniem i zamrażaniem owoców;
- MIRKO – zajmująca się przetwórstwem ryb i owoców morza;
- GUMA POMORSKA – specjalizująca się w produkcji wyrobów gumowych i gumowo-metalowych,
- EMMAROL – specjalizujący się w produkcji części i zespołów do maszyn rolniczych;
- PERLA POLSKA – producent antipasti,
- FASADA – producent stolarki budowlanej, okien i drzwi z PCW oraz aluminium (zakład w budowie).

Ponadto w miejscowości znajduje się zakład świadczący usługi mechaniczne, usługi transportowe, monterskie, żwirownia, jak również gospodarstwa rolne zajmujące się głównie uprawą zboża, ziemniaków, hodowlą zwierząt, sadownictwem, hodowlą pstrąga oraz winnica.